# Pictures of You (The Last Goodnight)
Pictures of You è il singolo di debutto del gruppo alternative rock statunitense The Last Goodnight, estratto dall'album di debutto intitolato Poison Kiss. Il brano è stato pubblicato il 12 giugno 2007 della Virgin Records.

## Video
Il video, diretto da Marc Klasfeld, rispetta il significato del testo ed infatti è uno scorrere di scene di vita di gente comune con scene del gruppo mentre canta la canzone, tutto come se fosse un collage.

## Classifiche
| Classifica                | Posizione massima |
| ------------------------- | ----------------- |
| Australia                 | 3                 |
| Austria                   | 24                |
| Canada (Digital)          | 74                |
| Canada                    | 32                |
| Germania                  | 25                |
| Italia (Digital Download) | 7                 |
| Italia (Radio Chart)      | 1                 |
| Italia                    | 20                |
| Polonia                   | 4                 |
| Repubblica Ceca           | 3                 |
| Stati Uniti (Adult)       | 10                |
| Stati Uniti (Digital)     | 66                |
| Stati Uniti (Pop 100)     | 29                |
| Stati Uniti               | 70                |
| Svezia                    | 15                |
| Svizzera                  | 76                |